# Hondo (Texas)
Hondo ist eine Stadt und Sitz der Countyverwaltung (County Seat) des Medina County im US-Bundesstaat Texas in den Vereinigten Staaten. Das U.S. Census Bureau hat bei der Volkszählung 2020 eine Einwohnerzahl von 8.289 ermittelt.

## Geographie
Die Stadt liegt am U.S. Highway 90 zentral im County, im mittleren Süden von Texas, 65 Kilometer westlich von San Antonio und hat eine Gesamtfläche von 24,9 km².

## Demografische Daten
Nach der Volkszählung im Jahr 2000 lebten hier 7.897 Menschen in 2.207 Haushalten und 1.664 Familien. Die Bevölkerungsdichte betrug 317,9 Einwohner pro km2. Ethnisch betrachtet setzte sich die Bevölkerung zusammen aus 73,33 % weißer Bevölkerung, 8,33 % Afroamerikanern, 0,47 % amerikanischen Ureinwohnern, 0,25 % Asiaten, 0,00 % Bewohnern aus dem pazifischen Inselraum und 15,23 % aus anderen ethnischen Gruppen. Etwa 2,38 % waren gemischter Abstammung und 59,92 % der Bevölkerung waren spanischer oder lateinamerikanischer Abstammung.
Von den 2.207 Haushalten hatten 39,0 % Kinder unter 18 Jahre, die im Haushalt lebten. 56,1 % davon waren verheiratete, zusammenlebende Paare. 14,0 % waren allein erziehende Mütter und 24,6 % waren keine Familien. 21,3 % aller Haushalte waren Singlehaushalte und in 10,7 % lebten Menschen, die 65 Jahre oder älter waren. Die Durchschnittshaushaltsgröße betrug 2,91 und die durchschnittliche Größe einer Familie belief sich auf 3,38 Personen.
26,0 % der Bevölkerung waren unter 18 Jahre alt, 12,0 % von 18 bis 24, 33,1 % von 25 bis 44, 16,6 % von 45 bis 64, und 12,3 % die 65 Jahre oder älter waren. Das Durchschnittsalter war 30 Jahre. Auf 100 weibliche Personen aller Altersgruppen kamen 132,7 männliche Personen. Auf 100 Frauen im Alter von 18 Jahren und darüber kamen 145,5 Männer.

Das jährliche Durchschnittseinkommen eines Haushalts betrug 27.917 USD, das Durchschnittseinkommen einer Familie 34.856 USD. Männer hatten ein Durchschnittseinkommen von 21.639 USD gegenüber den Frauen mit 17.868 USD. Das Prokopfeinkommen betrug 12.635 USD. 22,6 % der Bevölkerung und 18,9 % der Familien lebten unterhalb der Armutsgrenze. Davon waren 31,8 % Kinder und Jugendliche unter 18 Jahren und 17,1 % waren 65 oder älter.